# حنا مصلح
حنا مُصلِح فیلمساز فلسطینی و استاد دانشگاه است.
مصلح در سال ۱۹۵۸ در بیت جلا در خانوادهٔ وهبه و نجمه مصلح به دنیا آمد و در مدرسه منونیت تحصیل کرد. او در دانشگاه دولتی لنینگراد روسیه در رشته مردم‌شناسی و پس از آن در دانشگاه منچستر در انگلستان به تحصیل ادامه داد و از سال ۱۹۸۰ او به عنوان استاد در دانشگاه بیت لحم به تدریس مطالعات فرهنگی، تاریخ، قدردانی از مردم‌شناسی فیلم، دین و فلسفه پرداخته‌است و با همسر روسی خود لیلیانا و پسرشان الکساندر در بیت‌لحم زندگی می‌کند.